# Никольское сельское поселение (Сычёвский район)
Никольское сельское поселение — муниципальное образование в составе Сычёвского района Смоленской области России.
Административный центр — деревня Никольское.

## Географические данные
- Расположение: центральная часть Сычёвского района
- Граничит:
  - на северо-востоке — с Хлепенским сельским поселением
  - на востоке — с  Субботниковским сельским поселением
  - на юге и западе — с  Мальцевским сельским поселением
  - на северо-западе — с Вараксинским сельским поселением
- Крупные реки: Городня, Вазуза.
- По территории поселения проходит автомобильная дорога Р134 «Старая Смоленская дорога» Смоленск — Дорогобуж — Вязьма — Зубцов.
- По территории поселения проходит железная дорога Вязьма — Ржев, имеется станция: Помельница.

## История
Образовано Законом Смоленской области от 20 декабря 2004 года. Законом Смоленской области от 28 мая 2015 года в Никольское сельское поселение были включены все населённые пункты двух упразднённых сельских поселений: Субботниковского и Хлепенского.

## Население
| 2011  | 2012  | 2013 | 2014 | 2015 | 2016  | 2017  |
| ----- | ----- | ---- | ---- | ---- | ----- | ----- |
| 386   | ↘373  | ↘365 | ↘361 | ↘350 | ↗1089 | ↘1060 |
| 2018  | 2019  | 2020 | 2021 |      |       |       |
| ↘1043 | ↘1005 | ↘984 | ↘914 |      |       |       |

## Населённые пункты
В состав сельского поселения входит 29 населённых пунктов:
| №  | Населённый пункт | Тип     | Население |
| -- | ---------------- | ------- | --------- |
| 1  | Аристово         | деревня | 12        |
| 2  | Благуша          | деревня | 9         |
| 3  | Бобышево         | деревня | 2         |
| 4  | Бурдово          | деревня | 1         |
| 5  | Дроздово         | деревня | 0         |
| 6  | Жерновка         | деревня | 31        |
| 7  | Зазерки          | деревня | 0         |
| 8  | Колокольня       | деревня | 1         |
| 9  | Кукино           | деревня | 7         |
| 10 | Леушники         | деревня | 10        |
| 11 | Лычники          | деревня | 3         |
| 12 | Маньшино         | деревня | 0         |
| 13 | Настасьино       | деревня | 0         |
| 14 | Никитино         | деревня | 0         |
| 15 | Никольское       | деревня | 275       |
| 16 | Ноздринка        | деревня | 15        |
| 17 | Перевесье        | деревня | 27        |
| 18 | Подберезье       | деревня | 0         |
| 19 | Половцы          | деревня | 1         |
| 20 | Попсуево         | деревня | 4         |
| 21 | Попцово          | деревня | 27        |
| 22 | Прудище          | деревня | 1         |
| 23 | Пырьево          | деревня | 18        |
| 24 | Сидорово         | деревня | 75        |
| 25 | Соколино         | деревня | 181       |
| 26 | Софьино          | деревня | 3         |
| 27 | Субботники       | деревня | 296       |
| 28 | Хлепень          | деревня | 195       |
| 29 | Ярыгино          | деревня | 11        |

## Экономика
Сельхозпредприятия, магазины.